# Lil Jon
Jonathan Mortimer Smith (Atlanta, Georgia, 17. siječnja 1971.), poznatiji kao Lil Jon, američki je reper i producent. Producirao je mnogo hit singlova.

## Diskografija

### Albumi s East Side Boyz
- 1997.: Get Crunk, Who U Wit: Da Album
- 2000.: We Still Crunk!!
- 2001.: Put Yo Hood Up
- 2002.: Kings of Crunk
- 2004.: Crunk Juice

### Samostalni albumi
- 2010.: Crunk Rock

## Videoigre
- Tony Hawk's American Wasteland
- 25 To Life
- Def Jam: Icon
- Need for Speed: Underground
- Midnight Club 3: Dub Edition Remix

## Filmografija
- 2004.: Soul Plane
- 2005.: Boss'n Up
- 2005.: Hip-Hop Honeys: Las Vegas
- 2006.: Date Movie
- 2006.: Mrak film 4
- 2007.: Class of 3000
- 2008.: Smoke and Mirrors
- 2009.: Pimp My Ride
- 2010.: Freaknik: The Musical

## Vanjske poveznice
- Službena stranica  Arhivirana inačica izvorne stranice od 27. studenoga 2005. (Wayback Machine)